# Маяк Кери

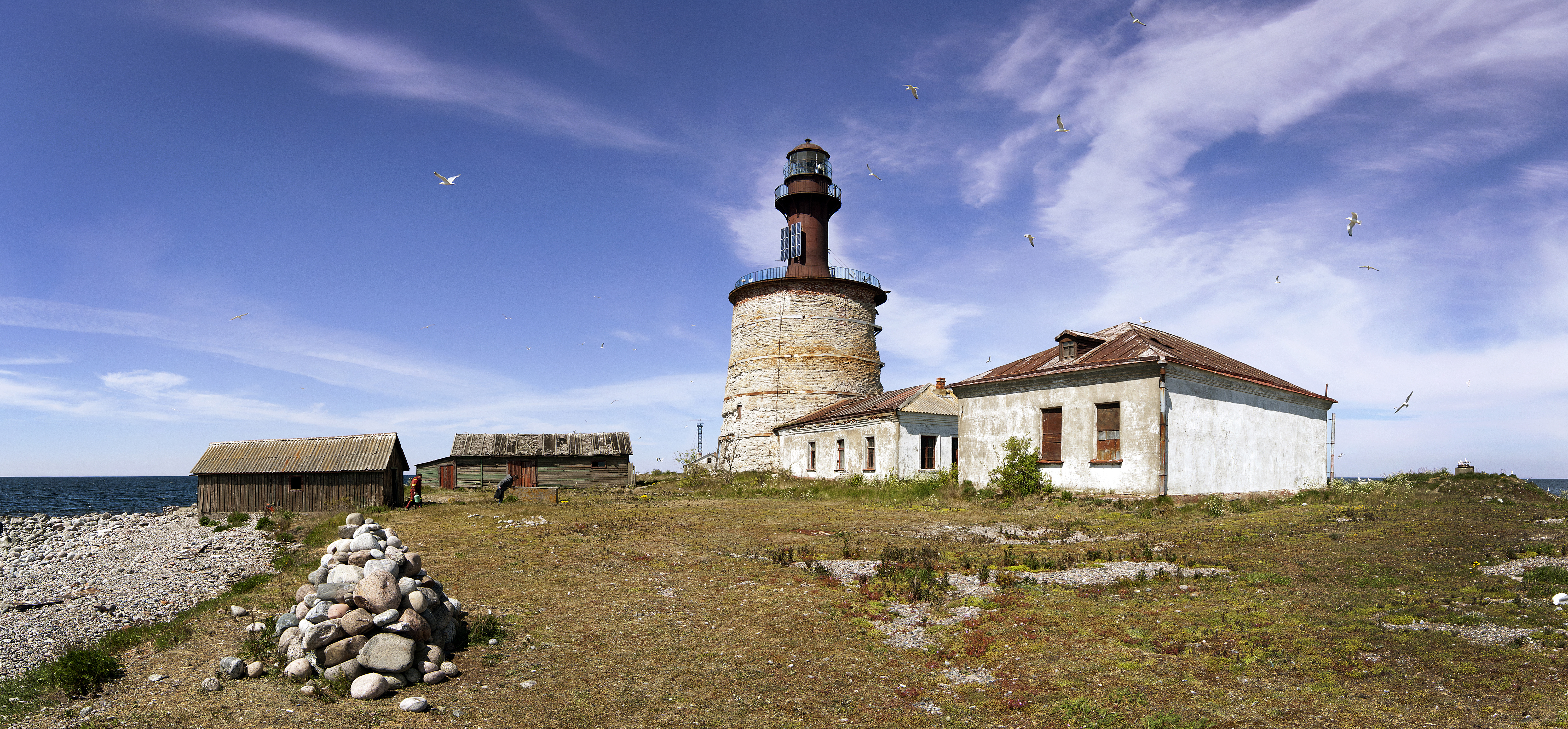
Комплекс зданий маяка Кери, 2008 год

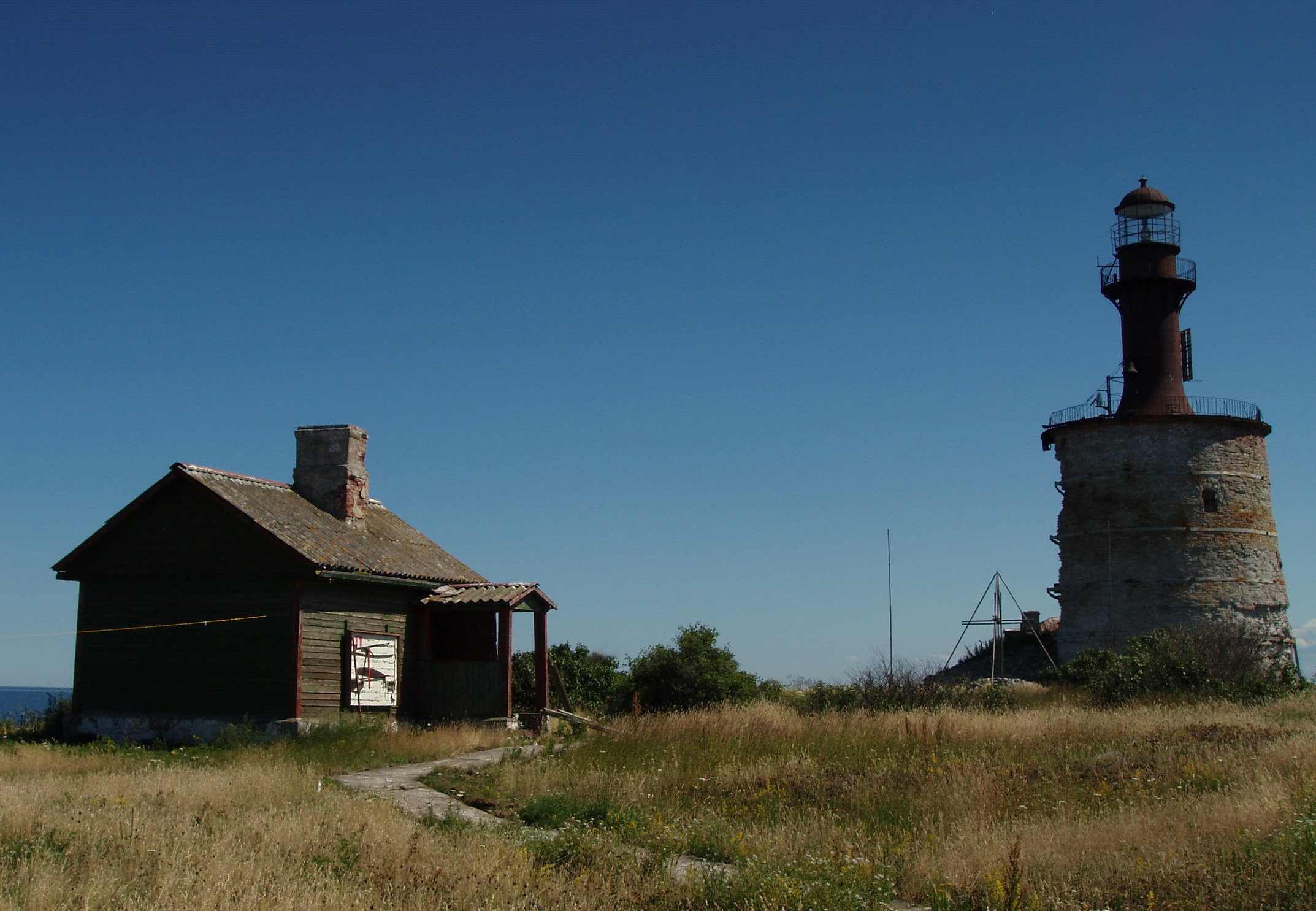

Маяк Кери (известен также как Кокшерский маяк) — эстонский маяк в Финском заливе на острове Кери.
Здание маяка состоит из двух частей. Верхняя половина представляет собой стальную башню, нижняя — мощное цилиндрическое здание, сложенное из камня. Полная высота маяка — 28 метров, огонь расположен на абсолютной отметке 31 м над уровнем моря. Работает круглогодично, питается от солнечных батарей, двухсекундный белый свет перемежается 15-секундными паузами. Маяк виден за 11 миль.

## История
Первый деревянный маяк на острове Кери начал работу в 1724 году. В 1809 году был изготовлен и установлен новый маяк, тогда же осмотренный императором Александром I и признанный им образцовым. 
Маяк вошёл в историю забавным эпизодом в том же 1809 году в ходе англо-русской войны, когда с появлением на Балтике английской эскадры вице-адмирала Джеймса Сумареса он был потушен. На шлюпке смотрителю маяка было доставлено грозное письмо за подписью Сумареса, написанное на русском языке с многочисленными ошибками, с требованием немедленно зажечь маяк. Персонал маяка приказ не исполнил, а письмо было передано в Петербург и впервые опубликовано в первом номере журнала «Сын Отечества» за 1842 год.
Нынешний маяк был построен в 1858 году. В 1907—1912 годах маяк Кери работал на природном газе, что стало первым подобным опытом в мире.
В 1990 году часть северной стены маяка обрушилась, в 1996 году здание было укреплено для предотвращения дальнейшего разрушения. В 2007 году на башне маяка была установлена веб-камера, в 2009 году на маяке появилась метеостанция.

## Маяк в филателии
В 1983 году почта СССР выпустила марку с изображением маяка.
15 января 2003 года Эстонская почта выпустила марку и конверт первого дня с изображением маяка.